# Masters 1977
La 8 edición de la Tennis Masters Cup se realizó del 4 al 8 de enero del 1978 en Nueva York, Estados Unidos.

## Individuales

### Clasificados
- Arthur Ashe
- John McEnroe
- Jimmy Connors
- Harold Solomon
- Brian Gottfried
- Eddie Dibbs
- Raúl Ramírez
- Guillermo Vilas

### Grupo A
| Resultados Round Robin-Win | Result-Res | -Winner-Winner-Winner-Win | -Score-Score-Score-Score |
| -------------------------- | ---------- | ------------------------- | ------------------------ |
| Brian Gottfried (USA)      | derrota a  | Björn Borg (SWE)          | Walkover                 |
| Brian Gottfried (USA)      | derrota a  | Raúl Ramírez (MEX)        | 6–7, 6–2, 6–4            |
| Brian Gottfried (USA)      | derrota a  | Roscoe Tanner (USA)       | 7–5, 6–2                 |
| Björn Borg (SWE)           | derrota a  | Roscoe Tanner (USA)       | 6–4, 6–7, 6–3            |
| Björn Borg (SWE)           | derrota a  | Raúl Ramírez (MEX)        | 6–2, 6–4                 |
| Raúl Ramírez (MEX)         | derrota a  | Roscoe Tanner (USA)       | 6–4, 6–4                 |

### Grupo B
| Resultados Round Robin-Win | Result-Res | -Winner-Winner-Winner-Win | -Score-Score-Score-Score |
| -------------------------- | ---------- | ------------------------- | ------------------------ |
| Guillermo Vilas (ARG)      | derrota a  | Jimmy Connors (USA)       | 6–4, 3–6, 7–5            |
| Guillermo Vilas (ARG)      | derrota a  | Manuel Orantes (ESP)      | 6–4, 6–1                 |
| Guillermo Vilas (ARG)      | derrota a  | Eddie Dibbs (USA)         | Walkover                 |
| Jimmy Connors (USA)        | derrota a  | Manuel Orantes (ESP)      | 6–2, 6–3                 |
| Jimmy Connors (USA)        | derrota a  | Eddie Dibbs (USA)         | 7–5, 6–2                 |
| Manuel Orantes (ESP)       | derrota a  | Eddie Dibbs (USA)         | 7–6, 7–5                 |

| Resultados Etapa Final-Win | -Winner-Winner-Winner-Win | Result-Res | -Winner-Winner-Winner-Win | -Score-Score-Score-Score |
| -------------------------- | ------------------------- | ---------- | ------------------------- | ------------------------ |
| Semifinal                  | Björn Borg (SWE)          | derrota a  | Guillermo Vilas (ARG)     | 6-3 6-3                  |
| Semifinal                  | Jimmy Connors (USA)       | derrota a  | Brian Gottfried (USA)     | 6-4 3-6 6-3              |
| Final                      | Jimmy Connors (USA)       | derrota a  | Björn Borg (SWE)          | 6-4 1-6 6-4              |

| Predecesor: 1976 | ATP World Tour Finals 1977 | Sucesor: 1978 |

- Datos: Q2413768